# Howard 500
Die Howard 500 war ein Mehrzweckflugzeug der Howard Aero Inc. in den frühen 1960er Jahren.

## Geschichte
In den 1950er und 1960er Jahren produzierte die Howard Aero Inc. Geschäftsreiseflugzeuge aus militärischen Restbeständen vom Typ Lockheed Lodestar und Lockheed Ventura.

## Daten
Die Howard 500 ähnelte diesen Flugzeugen äußerlich, war aber ein grundlegend neuer Entwurf und alle 500er hatten einen völlig neuen Rumpf. Allein die äußeren Flügelplatten und das Fahrwerk wurden (von überschüssigen Venturas) übernommen. Howard kaufte Flügel- und Rumpfvorrichtungen von Lockheed, um sie als Muster für die neuen Flugzeuge zu verwenden. Der Rumpf unterschied sich von den Venturas von Anfang an, da er über eine Druckkabine verfügte, die Tragflächen wurden als Integraltanks ausgebildet. Die Klimaanlage erzeugte einen Differenzdruck von 46,5 Kilopascal (6,75 psi). Dies war mehr als bei jedem anderen damaligen Propeller- oder Turboprop-Flugzeug. Sie konnte den Kabinendruck bis 4.900 m (16.000 Fuß) Flughöhe auf Meereshöhe halten.
Als Motor wurde eine neue, leistungsstärkere und leichtere Version des Pratt & Whitney R-2800 gewählt, die für die Douglas DC-6 entwickelt wurde. Die Propellernaben wurden von der Chance Vought F4U, die Vierflügelpropeller und Spinner von der DC-7 übernommen.

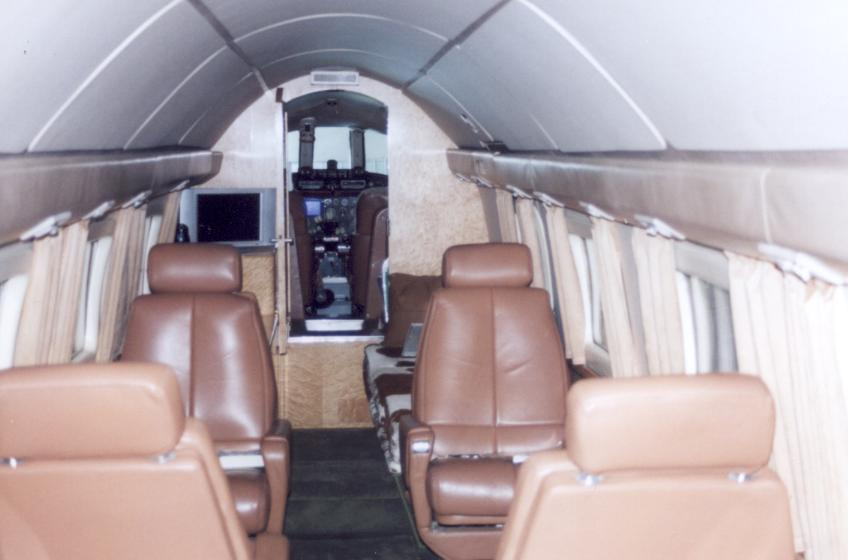
Innenraum der N500HP Howard 500

Die Howard 500 hatte 10 bis 14 Passagierplätze mit jeweils großem Fenster. Der vergrößerte Integraltank ermöglichte eine maximale Reichweite mit vollen Reserven von 4.200 km. Die maximale Reisegeschwindigkeit betrug 350 Meilen pro Stunde (300 kn; 560 km/h) bei 6.400 m (21.000 Fuß). Diese sehr gute Leistung für ein Exekutivflugzeug mit Kolbenmotor kam leider zu spät, da nun diverse konkurrierende Turbopropdesigns auf den Markt kamen. Dies beschränkte die Verkaufszahlen. Der Prototyp flog im September 1959, die Zertifizierung wurde am 20. Februar 1963 erteilt.
Zunächst wurden 22 Howard 500 produziert, weitere acht wurden aus der Ventura PV-2 auf praktisch denselben Standard umgebaut.

## Betreiber
Die Flugzeuge wurden von verschiedenen U.S.-amerikanischen Firmen (Republic Steel, Green Construction of Indiana, Pacific Petroleum of Canada, Northern Natural Gas Company und U.S. Metal Refining Company) betrieben.

## Erhaltene Exemplare
Die zwei letzten Exemplare (Registration N500HP und N500LN) sind im Besitz der TP Aero in Eagan, Minnesota und werden flugfähig gehalten.

## Technische Daten
| Kenngröße                                  | Daten der Howard 500                                         |
| ------------------------------------------ | ------------------------------------------------------------ |
| Besatzung                                  | 2                                                            |
| Passagiere                                 | 10 – 14                                                      |
| Länge                                      | 17,82 m                                                      |
| Spannweite                                 | 21,44 m                                                      |
| Höhe                                       | 4,11 m                                                       |
| Flügelfläche                               | 55,02 m²                                                     |
| Max. Startmasse                            | 15.875 kg                                                    |
| Höchstgeschwindigkeit                      | 660 km/h                                                     |
| VNE                                        | 724 km/h                                                     |
| Ökonomische Reisegeschwindigkeit           | 563 km/h                                                     |
| Dienstgipfelhöhe                           | 10.670 m                                                     |
| Reichweite (max. Treibstoff, 9 Passagiere) | 4185 km                                                      |
| Triebwerke                                 | 2 × Pratt & Whitney R-2800-CB-17, jeweils 2500 PS (1.870 kW) |